# Tommaso Giartosio
Tommaso Giartosio (Roma, 1963) è uno scrittore, poeta e conduttore radiofonico italiano.

## Biografia
Laureato in Lettere alla Sapienza nel 1987, ha poi ottenuto un Master e un PhD in Letteratura comparata presso l'Università della California a Berkeley (1994) e un dottorato in Italianistica presso l'Università degli Studi di Roma Tor Vergata (2020). 
Il suo primo libro, Doppio ritratto (1998), ha vinto il Premio Bagutta Opera Prima.
Ha scritto numerosi racconti e interventi in riviste, tra le quali "Accattone", "il manifesto", "La Repubblica", "Lo sciacallo" e "Nuovi Argomenti", e in antologie, tra le quali Men on men. Antologia di racconti gay (Mondadori, 2002), Bloody Europe! Racconti, appunti, cartoline dall'Europa gay (Playground, 2004), Confesso che ho bevuto (DeriveApprodi, 2004), I racconti del capanno (stesso editore, 2006, in collaborazione con Aldo Nove, Carola Susani, Elena Stancanelli, Giorgio Falco e Tommaso Ottonieri), e Il paese è reale (Barney, 2014).
Ha curato opere di Christopher Isherwood, William Makepeace Thackeray e Nathaniel Hawthorne.
Ha scritto i saggi a tematica omosessuale raccolti in Perché non possiamo non dirci (Feltrinelli, 2004), La città e l'isola (con Gianfranco Goretti, Laterza, 2006, nuova ed. 2022, oggetto di numerose riduzioni teatrali, progetti fotografici, documentari, romanzi), Non aver mai finito di dire (Quodlibet, 2017).
Nel 2012 ha pubblicato nella collana "Contromano" di Laterza L'O di Roma, un singolare racconto di viaggio attraverso la città di Roma (finalista premio per la letteratura di viaggio "L'Albatros"). Dal 2015 conduce gli incontri del Festival di Letteratura di Viaggio organizzato dalla Società Geografica Italiana presso Villa Celimontana a Roma. Nel 2023 esce per Einaudi "Tutto quello che non abbiamo visto", che racconta il viaggio in Eritrea compiuto nel 2019 con un gruppo di fotografi (Premio Alvaro Bigiaretti). 
Nel 2019 ha pubblicato, nella "Collezione di poesia" Einaudi (la cosiddetta "collana bianca"), la raccolta di versi Come sarei felice. Storia con padre (Premio Napoli di poesia, selezione Premio Viareggio, selezione premio Pagliarani). È tornato alla dimensione autobiografica nel 2024 con Autobiogrammatica (minimum fax), un memoir in prosa centrato sul rapporto tra vita e linguaggio negli anni dell'infanzia e della gioventù (Premio Leonforte, finalista al Premio Strega e al Premio The Bridge, selezionato per il Premio Procida).
Padre, insieme al marito Gianfranco Goretti (sposato in Italia, con una cerimonia priva di valore legale, nel 1998, e poi in California nel 2008), di due figli nati attraverso la gestazione per altri, è stato per alcuni anni ufficio stampa di "Famiglie Arcobaleno" ed è tuttora uno dei garanti dell'associazione.
È uno dei conduttori del programma radiofonico "Fahrenheit", in onda su Radio 3, e redattore della rivista Nuovi Argomenti.

## Opere
- trad. di Evelyn Waugh, Waugh in Abissinia, Sellerio, Palermo, 1992
- cura di Christopher Isherwood, Leoni e ombre. Un'educazione negli anni Venti, Fazi, Roma 1996 ISBN 8881120216
- cura e trad. di William Makepeace Thackeray, Le memorie di Barry Lyndon, Fazi, Roma 1996 ISBN 88-8112-016-X ISBN 9788881127993
- Doppio ritratto, Fazi, Roma, 1998 ISBN 8881120763
- cura di Nathaniel Hawthorne, Lo studente, Sellerio, Palermo, 2000 ISBN 8838915865
- Don Aldo, Doria, due racconti contenuti nella raccolta Men on men. Antologia di racconti gay Mondadori, Milano, 2002 ISBN 9788804505099
- Perché non possiamo non dirci. Letteratura, omosessualità, mondo, Feltrinelli, Milano, 2004 ISBN 8807103680
- La città e l'isola. Omosessuali al confino nell'Italia fascista, con Gianfranco Goretti, Donzelli, Roma, 2006 ISBN 8860360315 (nuova ed., pref. di Vittorio Lingiardi, Donzelli, Roma, 2022, ISBN 9788855223638)
- L'O di Roma, Laterza, Roma-Bari, 2012 ISBN 9788842098232
- Non aver mai finito di dire. Classici gay, letture queer, Quodlibet, Macerata, 2017 ISBN 9788822900845
- introd. di Frank Bidart, Desiderio, trad. Damiano Abeni e Moira Egan, Tlon, Roma, 2018 ISBN 9788899684396
- Come sarei felice. Storia con padre, Einaudi, Torino, 2019 ISBN 9788806233723
- Tutto quello che non abbiamo visto. Un viaggio in Eritrea, Einaudi, Torino, 2023, ISBN 978-8806255626
- Autobiogrammatica, Minimum Fax, Roma, 2024, EAN 9788833894867